# Joséphine Fodor
Pour les articles homonymes, voir Fodor.
Joséphine Fodor (13 octobre 1789 à Paris - 10 août 1870 à Saint-Genis-Laval), connue également sous le nom de Joséphine Fodor-Mainvielle, est une artiste lyrique (soprano) française.

## Biographie
Geneviève Joséphine Fodor, fille du compositeur et violoniste Joseph Fodor (1751-1828) et de Louise Edme Marmet, naît à Paris en 1789 ou 1793. Ses parents quittent la France pour la Russie alors qu'elle n'a que quelques mois, émigrant sans doute du fait de la Révolution française. Elle grandit à Saint-Pétersbourg où son père, professeur auprès des enfants impériaux, lui enseigne la harpe et le piano.
En 1810, elle débute dans l'opéra La Cantatrice villane de Valentino Fioravanti (1770-1837) à l'Opéra impérial de Saint-Pétersbourg,, chantant aussi bien en russe qu'en français.
Elle épouse en 1812 Jean-Baptiste Tharaud-Mainvielle, acteur du théâtre français de Saint-Pétersbourg. Peu après, le couple fuit Saint-Pétersbourg en proie aux combats de la campagne de Russie et rejoint la France via la Finlande.
Elle arrive finalement à Paris et, après quelques représentations à l'Opéra comique, elle s'engage auprès du Théâtre italien et fait ses débuts le 16 novembre 1814 dans Griselda. S'ensuivent des représentations à Londres et à Venise, avant son retour au Théâtre italien en 1819, pour chanter dans Le Mariage secret, Don Giovanni, Le Barbier de Séville ou encore La Pie voleuse.
Malade, elle se rend en Italie pour se rétablir, et effectue une tournée à Naples où elle triomphe dans Otello et Vienne avant de revenir à Paris en 1825, pour s'engager de nouveau auprès du Théâtre italien. Atteinte d'une affection vocale peu après, elle met progressivement fin à sa carrière lyrique et se retire de la scène. Elle demeure un temps à Passy, où elle s'occupe d'œuvres de bienfaisance, puis à Limoges. Veuve, elle rejoint Lyon où réside son fils Martial Tharaud-Mainvielle.
En 1857, elle publie l'ouvrage Réflexions et conseils sur l'art du chant.
Elle meurt à Saint-Genis-Laval le 10 août 1870, dans la maison de campagne de sa belle-fille.
Sa fille Henriette, également cantatrice, est engagée auprès du théâtre de Königstadt de Berlin entre 1846 et 1849.